# Antimachos
Antimachos från Kolofon var en grekisk diktare omkring 400 f.Kr., samtida med Platon.
Antimachos var författare till ett epos, Thebais och en elegisk diktsamling, Lyde, vilken han skrev till tröst vid sin hustrus död och uppkallade efter henne. Särskilt det sistnämnda verket fick stor betydelse för senare tiders grekiska poesi.